# Калабрија
Калабрија (итал. Calabria) је једна од 20 покрајина Италије. Истовремено је то и једно од два мања полуострва Италије. Налази се на југу државе, јужно од Напуља и заузима „прсте“ италијанске чизме. Главни град је Катанцаро, а највећи и најважнији је град Ређо ди Калабрија.

## Положај
Калабрија је јужна покрајина Италије, смештена на самом југу Апенинског полуострва (она чини „прсте“ „италијанске чизме"). На истоку и југу се налази Јонско море, а на западу Тиренско море. Између њих налази се пар километара широк Месински мореуз, који раздваја Калабрију од острва и покрајине Сицилија. Једина копнена граница покрајине је на северу, са Базиликатом.

## Природне одлике
Површина покрајине је 15.082 km² и по овоме је Калабрија једна од средње пространих италијанских покрајина.

### Рељеф
Калабрија, као полуострво на самом југу Апенинског полуострва има дугу обалу - Јонског мора је на истоку и југу, а Тиренског мора на западу. Полуострво је дуго 250 км, а широко до 110 км. Површ покрајине је махом покренутог терена. Сасвим мала равничарска подручја пружају се уз море. Од обале тло се пење веома брзо и нагло прелази бреговито и брдско подручје у средишњем делу покрајине, који заузима 49% њене површине. Оно је испресецано дубоким речним долинама у виду клисура. Брдско подручје постепено у средишњем делу Калабрије прелази у високо планинско подручје крајње јужних Апенина (45% површине). По лепоти и природи посебно су значајне планине Полино на крајњем северу покрајине. Највиши врх покрајине је Боте Донато (1928 m).

### Клима
Клима у приморском делу Калабрије је средоземна. Како се залази у копно и иде на више надморске висине она постаје прелазна између средоземне и континенталне. У вишим крајевима клима је оштрија, планинска.

### Воде
Покрајина калабрија је у сливу Јонског мора (средина, југ и исток) и Тиренског мора (запад и север). Већина река је кратког тока и са дубоким долинама у виду клисура. Оне се спуштају са Апенина у море. Иако ниједна река није значајна у државним оквирима на нивоу покрајине познате реке су Крати и Нето.

## Управна подела
Калабрија је подељена у 5 округа, одн. провинција са истоименим градовима као управним средиштима:
- Вибо Валенција
- Катанцаро
- Козенца
- Кротоне
- Ређо ди Калабрија

## Историја
Калабрију најпре насељавају италска племена, па онда долази Грчка колонизација. Калабрија са Сицилијом је чинила кључни део Велике Грчке. Грцима је Калабрија имала стратешки значај због надзора над Месинским теснацем. Прва насеља тог доба су Регион (Ређо ди Калабрија), Сибарис, Кротон (Кротоне) и Локри.
Италска племена су касније покорила Грке. То су била осканска племена са севера, укључујући огранак Самнита, зван Луканци, као и део Луканаца зван Брути. Брути су основали главне градове Калабрије, укључујући Козенцу. Област је затим дуго била у саставу Римског царства.
После пада римског царства уследио је разорни Готски рат, од кога се та област није вековима опоравила. Долази под власт Византије. Маларија се раширила, тако да се становништво повукло у унутрашњост. Калабрија је била непрекидно на удару пирата и зато је остала скоро без становништва. Византијски манастири су били једина тврђава културе тог доба.
Нормани истискују Византију са тог подручја 1060. г., па се ту после неког времена образује Напуљска краљевина, која се одржала до уједињења Италије 1861. г. Краљевство је било под разним владарима: Хабзбурговцима и из Аустрије и из Шпаније, Бурбонском династијом, као и Наполеоновим генералом Миром. У Калабрији на Аспромонту одиграла се једна од битака Гарибалдијевог уједињења Италије.
После уједињења Калабрија је основана као једна од покрајина, али ово није довело до општег развоја подручја, тако да је оно и данас једно од најнеразвијенијих и најређе насељених у држави. Мафија и корупција су и данас саставни део живота. Главни град покрајине је био Ређо ди Калабрија све до 1970. г. када је седиште због буне у Ређу премештено у Катанцаро.

## Становништво
Данас Калабрија има око 2 милиона становника и по томе је она једна од средње насељених покрајина Италије. Међутим, то је свега 30% више него пре једног века, а на неколико последњих пописа број становника се смањивао.
Густина Насељености је нешто око 133 ст./км², што је готово за трећну мање од државног просека (200 ст./км²). Међутим, пространи делови планинске унутрашњости су готово пусти, док је приобаље веома густо насељено.
Етничка слика У покрајини доминира италијанско становништво. Поред тога постоји остаци Албанаца и Грка, доспелих на ово тло у време пада Балкана под отоманску власт. Новодосељеног становништва има занемарљиво мало (1,3%), у складу са неразвијеношћу покрајине. То су углавном досељеници из источне Европе.

## Језик
Службени језик од 1861. г. је италијански. Међутим због животописне историје многи други историјски језици се говоре у овој покрајини. 
- дијалект наполитанског се говори на северу;
- дијалект сицилијанског се говори на југу;
- хибридни језик Грико из 9. века, настао од грчког, говори се на понеким осамљеним местима на југу;
- варијанте провансалског се могу срести;
- дијалект албанског се говори на некон местима од таласа албанских избеглица из 15. века.

## Привреда
Планинско подручје и тешка историја су вековима онемогућавали развој подручја, тако да је Калабрија била и остала једна од најсиромашнијих области Италије.
Привреда у покрајини и данас је ослоњена на пољопривреду, поморство и мануфактурну производњу. Туризам има могућности за развој (нарочито због дуге морске обале и бројних природних лепота), али је слабо развијен.

## Галерија
Фотографије градова покрајине
- Ређо ди Калабрија
- Катанцаро
- Козенца
- Кротоне